# Ivan Frgić
Ivan Frgić, detto Ivica (in serbo Иван "Ивица" Фргић?; Sombor, 18 luglio 1953 – Sombor, 31 ottobre 2015), è stato un lottatore jugoslavo, di origine croata, dal 1992 serbo, specializzato nella lotta greco-romana.

## Palmarès
| Anno | Manifestazione          | Sede                  | Evento | Risultato | Note |
| ---- | ----------------------- | --------------------- | ------ | --------- | ---- |
| 1970 | Europei espoir          | Huskvarna             | 56 kg  | Argento   |      |
| 1973 | Europei                 | Helsinki              | 57 kg  | Bronzo    |      |
| 1973 | Mondiali                | Teheran               | 57 kg  | 4º        |      |
| 1974 | Europei                 | Madrid                | 57 kg  | Bronzo    |      |
| 1974 | Mondiali                | Katowice              | 57 kg  | 6º        |      |
| 1975 | Europei                 | Ludwigshafen am Rhein | 57 kg  | Oro       |      |
| 1975 | Mondiali                | Minsk                 | 57 kg  | 6º        |      |
| 1976 | Giochi olimpici         | Montréal              | 57 kg  | Argento   |      |
| 1977 | Universiadi             | Sofia                 | 62 kg  | Argento   |      |
| 1977 | Giochi del Mediterraneo | Algeri                | 57 kg  | Oro       |      |
| 1977 | Mondiali                | Göteborg              | 57 kg  | Bronzo    |      |
| 1978 | Mondiali                | Città del Messico     | 57 kg  | Argento   |      |
| 1979 | Mondiali                | San Diego             | 62 kg  | 6º        |      |
| 1979 | Giochi del Mediterraneo | Jugoslavia            | 62 kg  | Oro       |      |
| 1980 | Europei                 | Prievidza             | 62 kg  | 5º        |      |
| 1980 | Giochi olimpici         | Mosca                 | 62 kg  | 4º        |      |